# Otto Haupt
Otto Haupt   (Würzburg, 5 de març de 1887 - Bad Soden am Taunus, 10 de novembre de 1988) va ser un matemàtic alemany.

## Vida i Obra
Haupt va fer els estudis secundaris al institut reial de Würzburg, però com que els estudis li semblaven massa memorístics, es va posar a estudiar pel seu compte llibres de matemàtiques que li semblaven més estimulants. El 1906 va començar els seus estudis de física i matemàtiques a la universitat de Würzburg, on va rebre la influència, sobre tot, d'Emil Hilb. Després d'obtenir el doctorat (1910), va fer ampliació d'estudis a la universitat de Múnic i a la de Breslau.
El 1913 va rebre una invitació d'Adolf Krazer per incorporar-se a la universitat de Karlsruhe que no va desaprofitar. En aquesta universitat va obtenir ràpidament l'habilitació docent i va fer grans amistats entre les quals la de Fritz Noether. Però la Primera Guerra Mundial va estroncar aquesta bona época. Va ser mobilitzat i va contraure unes quantes malalties malgrat estar vacunat: tifus, icterícia i disenteria. El 1919 va ser llicenciat i va tornar al seu lloc a Karlsruhe.
Però el 1921 va obtenir la càtedra de matemàtiques de la universitat d'Erlangen, càrrec que va exercir fins a la seva jubilació el 1953. Quan ja tenia una edat molt avançada, se'n va anar a viure a una casa de retir a Bad Soden (a la vora de Frankfurt), on va morir amb 101 anys.
Durant l'època nazi, va aconseguir que sobrevisquis la seva dona, que era d'ascendència jueva, amagant-la amb astúcia i una mica de sort. Altres parents polítics seus van acabar morint a camps d'extermini.
Com matemàtic, Haupt és bàsicament un geòmetra. La majoria dels més de 170 articles que va publicar fan referència als ordres geomètrics. Els seus llibres més importants són una introducció a l'àlgebra (dos volums, 1929), un tractat de càlcul diferencial i integral (tres volums, 1938, reeditat nombroses vegades) i una obra sobre els ordres geomètrics (1967).